# フランシス・スコット (第2代デロラン伯爵)
第2代デロラン伯爵フランシス・スコット（英語: Francis Scott, 2nd Earl of Delorain、1710年10月5日 – 1739年5月11日）は、スコットランド貴族。1710年から1730年までハーミテージ子爵の儀礼称号を使用した。

## 生涯
初代デロラン伯爵ヘンリー・スコットと1人目の妻アン（Anne、1720年10月22日没、旧姓ダンクーム（Duncombe）、ウィリアム・ダンクームの娘）の息子として、1710年10月5日に生まれ、11月3日にピカデリーの聖ジェームズ教会で洗礼を受けた。
陸軍の騎兵部隊にコルネットとして入隊した。
1730年12月25日に父が死去すると、デロラン伯爵位を継承した。
1732年10月29日、メアリー・ハードソン（Mary Heardson、1704年11月4日洗礼 – 1737年6月16日、トマス・ハードソンの未亡人、マシュー・リスター（Matthew Lister）の娘）と結婚したが、2人の間に子供はいなかった。
1737年7月6日、メアリー・スクループ（Mary Scrope、1713年6月15日 – 1767年3月11日、ジャーヴァス・スクループの娘）と再婚したが、2人の間に子供はいなかった。
1739年5月11日にバースで死去、リンカンで埋葬された。弟ヘンリーが爵位を継承した。